# Can Bartomeu (Cabrera de Mar)
Can Bartomeu, Can Bertomeu o Can Miralles és una masia del municipi de Cabrera de Mar (Maresme) inclosa en l'Inventari del Patrimoni Arquitectònic Català.

## Descripció
La masia principal de Can Bartomeu és al costat d'altres habitatges, formant un grup rectangular tancat per un barri, amb la disposició d'una arquitectura popular. Les construccions de l'esquerra formen una façana, amb teulada a dues vessants, però amb el frontó a la façana lateral. Al fons hi ha la masia principal, també amb teulada a dues vessants, amb el frontis a aquesta façana. El portal és rodó dovellat i les finestres són gòtiques de finals del segle xv. Formant part de les altres construccions posteriors hi ha una torre amb les inicials J. M. i la data de 1942.

## Història

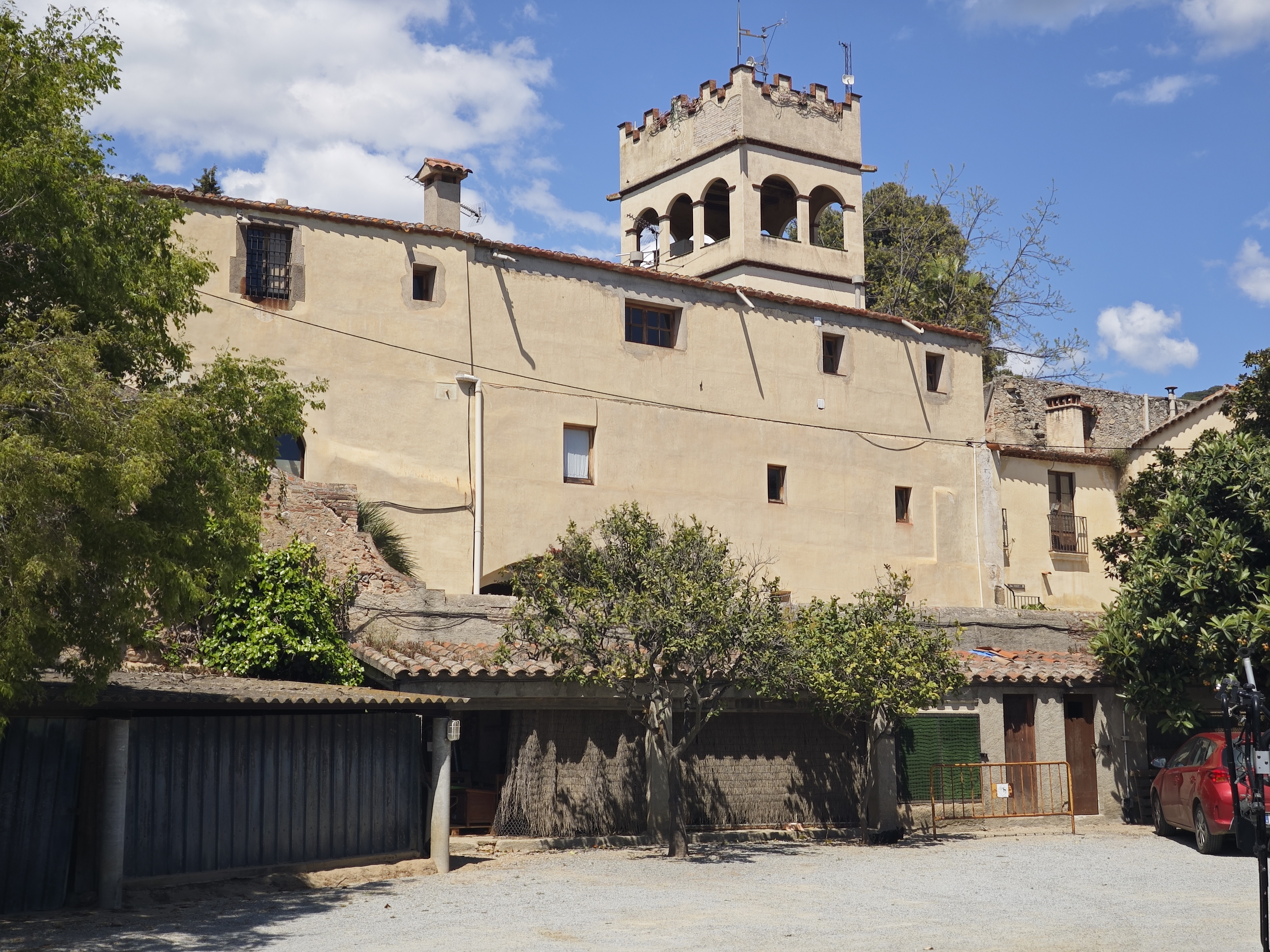
Can Bartomeu, ala esquerra

En aquesta masia s'hi conserva una data gravada: «Pau Bertomeu, Pagès, 30.IX.160». De la família Bertomeu se'n coneix l'existència per un benefici presentat per Josep Bertomeu l'any 1716, amb la intenció de celebrar una missa d'aniversari a la capella on hi ha la tomba de la família Bertomeu. Un altre document d'un benefici fundat pels marmessors d'Esteve Sala (a l'Arxiu Diocesà de Beneficis) és erigit l'any 1622 a la capella de Sant Joan. Com que aquesta estava en ruïnes, es traslladà a l'altar de Sant Joan de l'església parroquial. El dret del patronat el tenia J. Bertomeu.